# 前川善兵衛 (大阪)

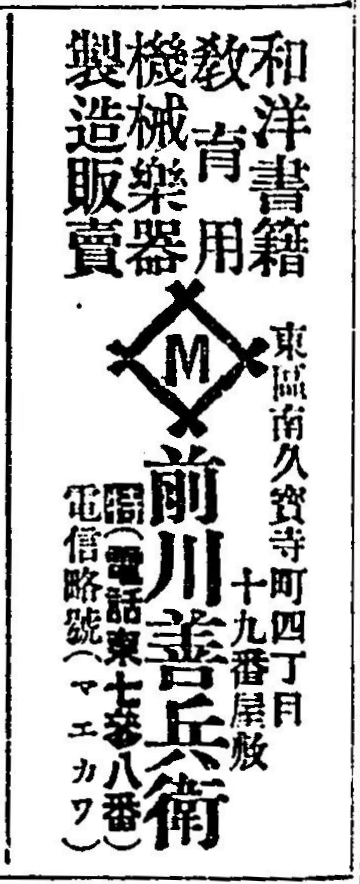
前川善兵衛屋号
（『大阪人士商工銘鑑』1902年）

前川善兵衛（まえかわぜんべえ、前川氏）文栄堂伊丹屋（前川）善兵衛は、江戸時代創業の大阪の出版業者。寛政年間から大正時代まで大阪心斎橋筋南久宝寺町4丁目に店を構え、大正以降は法人前川合名会社となり詳細は不明であるが出版業者としては昭和年間まで存続した。
『慶長以来書賈集覧』では、伊丹屋吉右衛門（延宝- 京都押小路通麩屋町通西入）、伊丹屋新七（正徳- 大坂心斎橋筋南久太郎町）、伊丹屋善兵衛（前川氏 文栄堂 寛政-現代 大阪心斎橋筋南久宝寺町四丁目）、伊丹屋太郎右衛門（元禄- 大阪梶木町）、伊丹屋（鳴井）茂兵衛（鳴井氏 白雲館 元禄-宝暦 大阪梶木町 後心斎橋南久宝寺町）の名がみられる。

## 概要

### 文栄堂
大阪心斎橋筋界隈には江戸期から継続した老舗が多かった。秋田屋（木野木）市兵衛、秋田屋（田中）太右衛門、敦賀屋（松村）九兵衛、河内屋（柳原）善兵衛、伊丹屋（前川）善兵衛はそれぞれの屋号をもつ本屋の総本家にあたる家であり、卸問屋として羽振りを利かせていた。
江戸時代、前川善兵衛は青木嵩山堂や赤志忠雅堂などと同じく目録による販売を早くから手掛けていた。本屋仲間同志の間での「世利分市」と称する取引の会の市主であり、明治期に至ってなお「世利分市」を差配していた。1883年（明治16年）河内屋（柳原）善兵衛の経営が傾くと、その再建を一統内で諮った事柄が「柳原家改革始末」（『玉淵叢話』中）に記されている。
1872年（明治5年）河内屋喜兵衛、伊丹屋善兵衛、河内屋太助、村上勘兵衛、島林専助との合議により、大阪本町4丁目に書籍会社を建て和漢書籍、西洋の原書、翻訳書などを取り集めた。1897年（明治30年）大阪市書籍商組合が結成されると、その代表者五名（松村九兵衛、前川善兵衛、赤志忠七、鹿田静七、吉岡平助）の一人に選出され、1904年（明治37年）には国定教科書の翻刻発行者の許可を得る。また明治頃からは商号を文栄堂前川書店、前川善書店、前川書房など改称している。
商いの方では明治以降の近代化に対応するため、英和辞典や舶来品の教材も取り扱うようになり、南久宝寺町に前川教育用器械店を開店。また、池内オルガン（後の東洋楽器製造（兵庫県龍野町）の代理店として前川楽器店を併設し楽器の輸入・製造販売なども行った。

### 前川合名会社

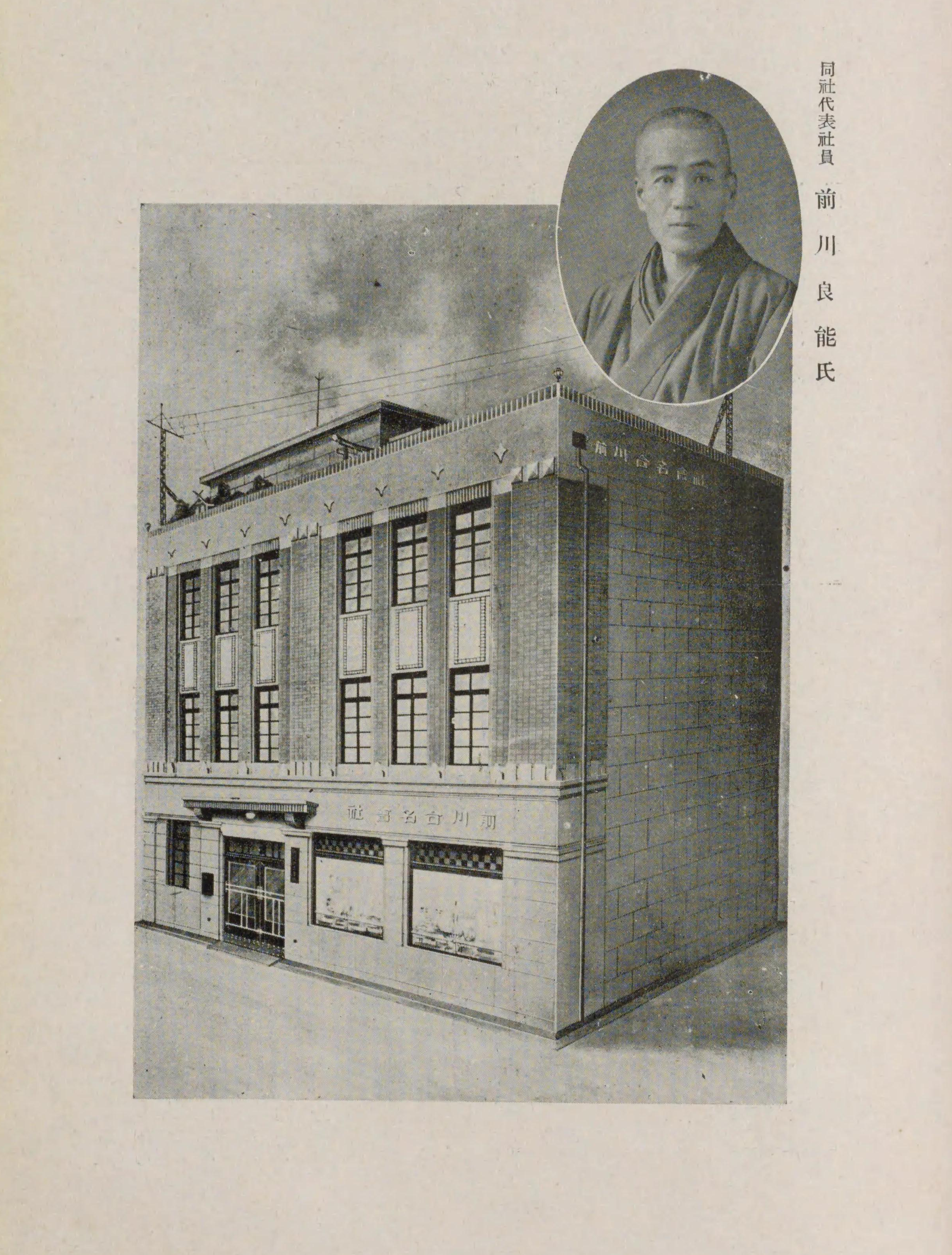
前川合名会社
（『大大阪画報』1928年）

1912年（大正元年）火災により店が燒亡。1913年（大正2年）分家の前川良蔵（能）・前川善蔵（造）両名により再建がなされ、1914年（大正3年）南区塩町通三丁目（丼池筋東入）に前川合名会社を設立し営業を再開。教育品部・楽器運動具部・書籍部を設け、理化学器械・博物学標本の製作販売のほか輸入品教具、楽譜なども取り扱った。
1925年（大正14年）には本社を鉄筋コンクリート造りの三階建て洋風建築に改装している。
1928年（昭和3年）9月7日の読売新聞掲載「心斎橋の今昔」（藤堂卓）には
前川善兵衛さん（心斎橋筋南久宝寺町北入ル）は伊丹屋の本家で、幕府時代に多くの漢籍、生花、茶道、易書などの版元として知られた老舗でしたが、現在は前川合名会社と組織もかはり、主に楽譜などの出版をされてゐます。
と述べられている。
前川善兵衛は様々な書籍の版元として活躍し、その永年に渉り発行してきた書物群は『文栄堂発兌図書目録』に反映されることになる。

## その他
河内屋一統に属する河内屋（前川）源七郎は親類であり、堂号を文栄堂あるいは文栄閣と称している。『絵本岩見英雄録』第五編では、刊記に「浪華書林」として伊丹屋善兵衛と河内屋源七郎とを併記し、その下に〔文栄堂記〕の印記が中央に配されている。

## ギャラリー

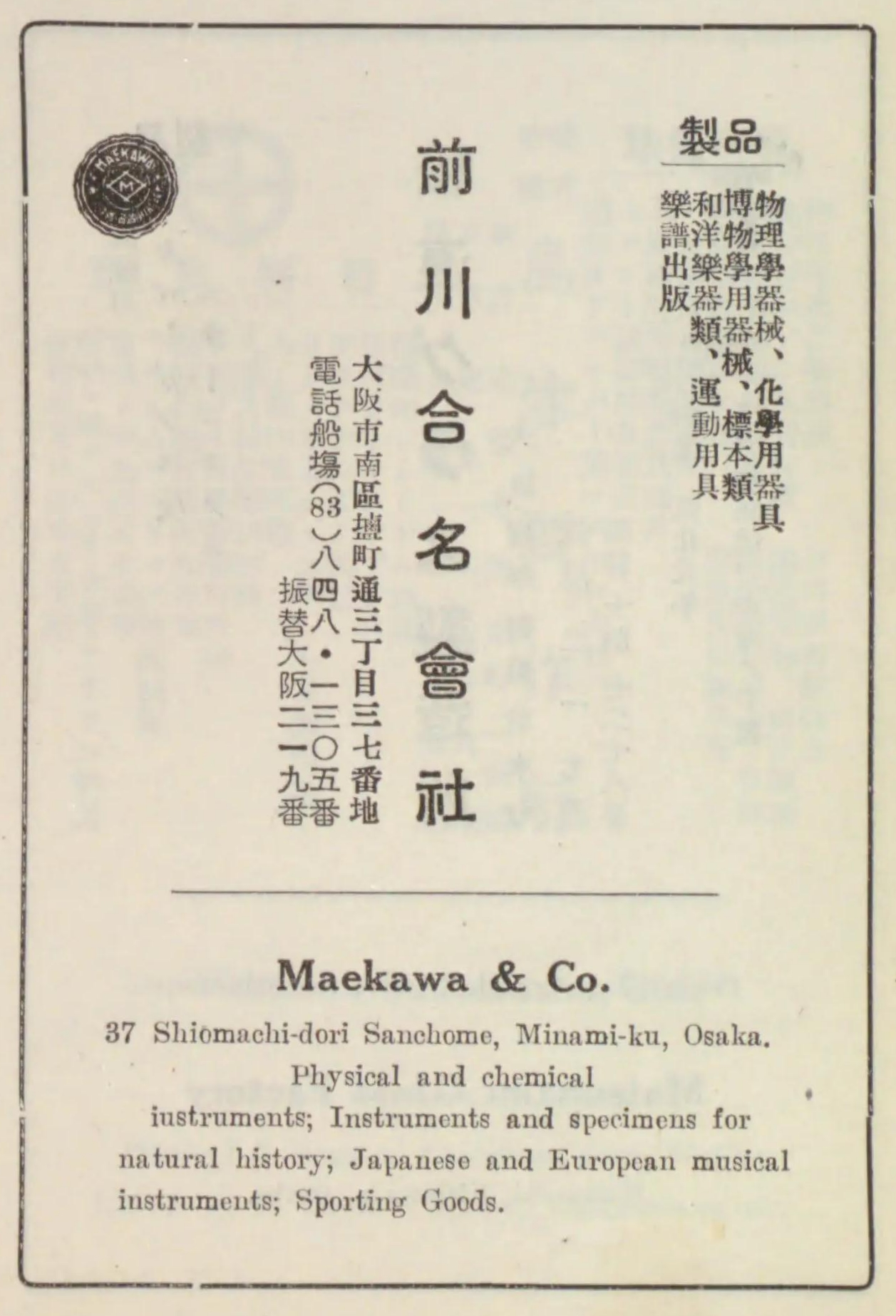
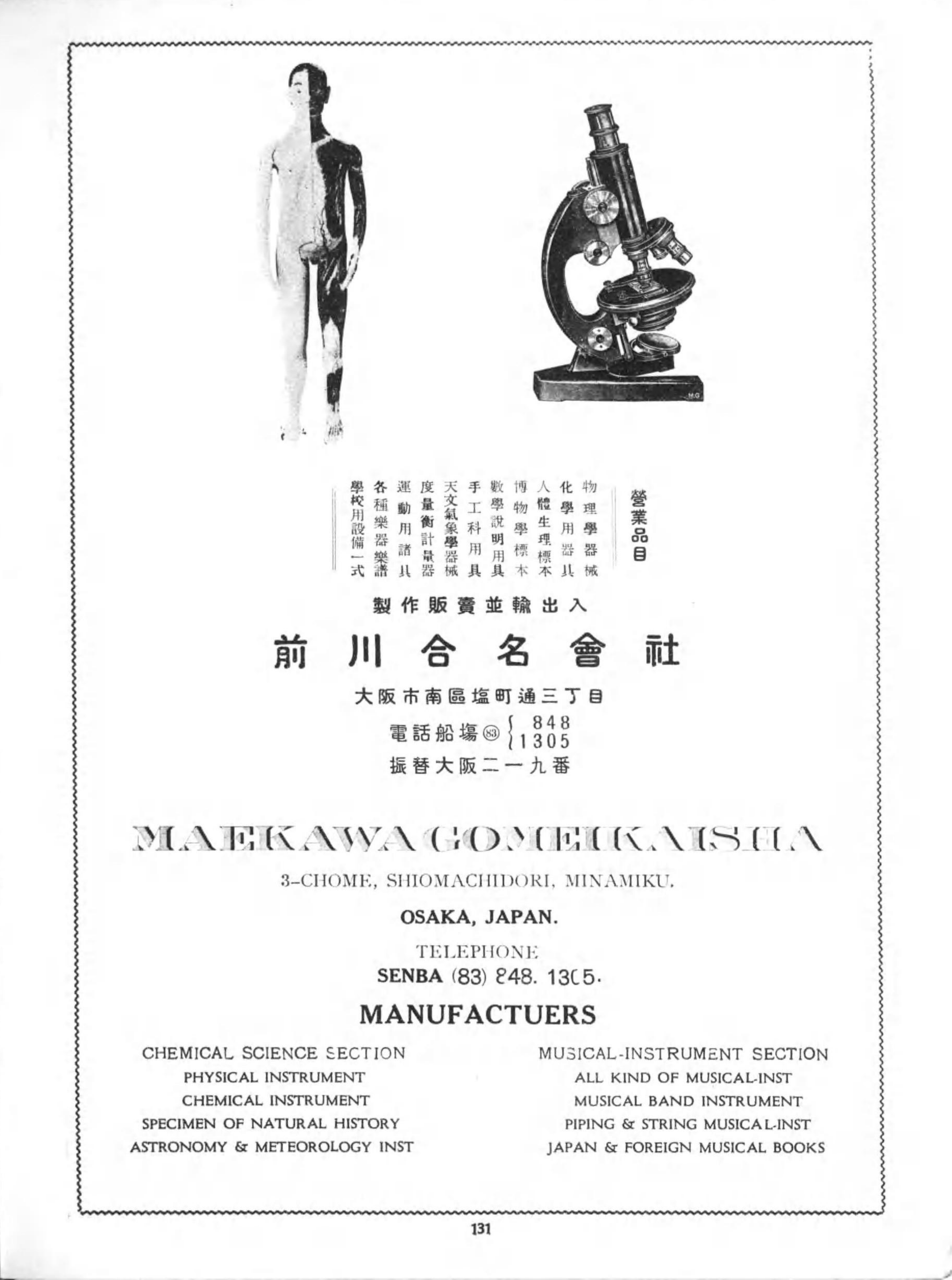
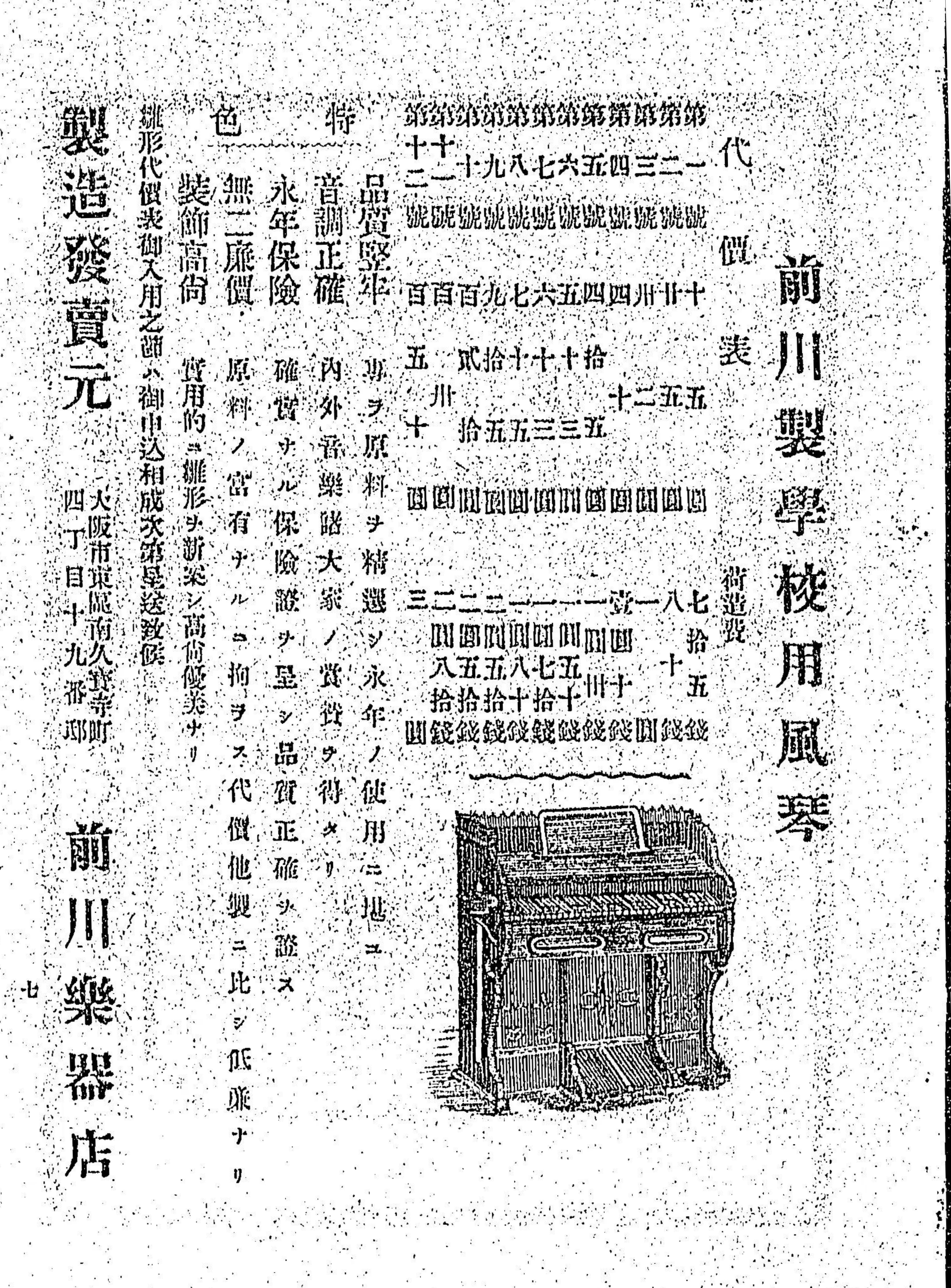
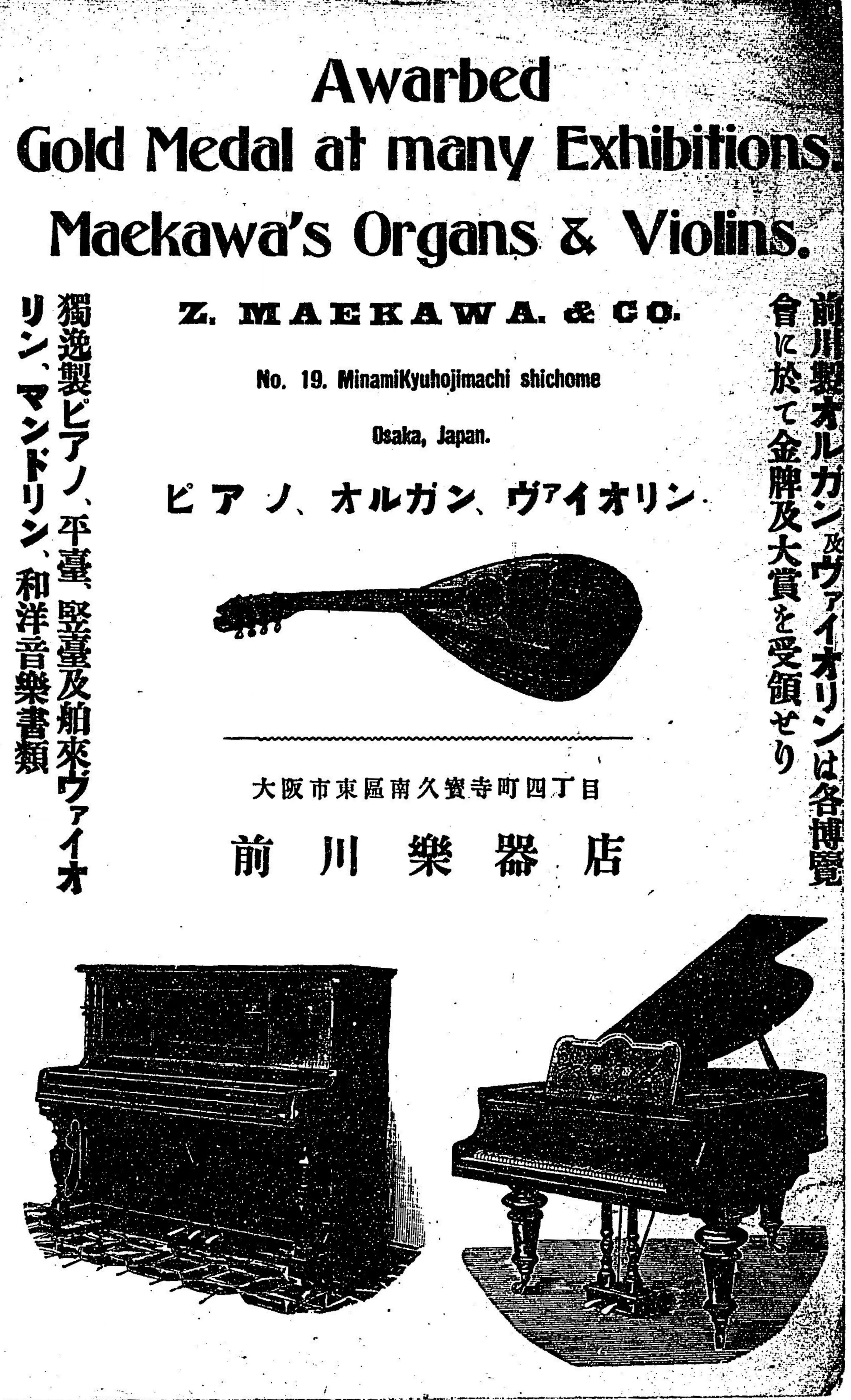
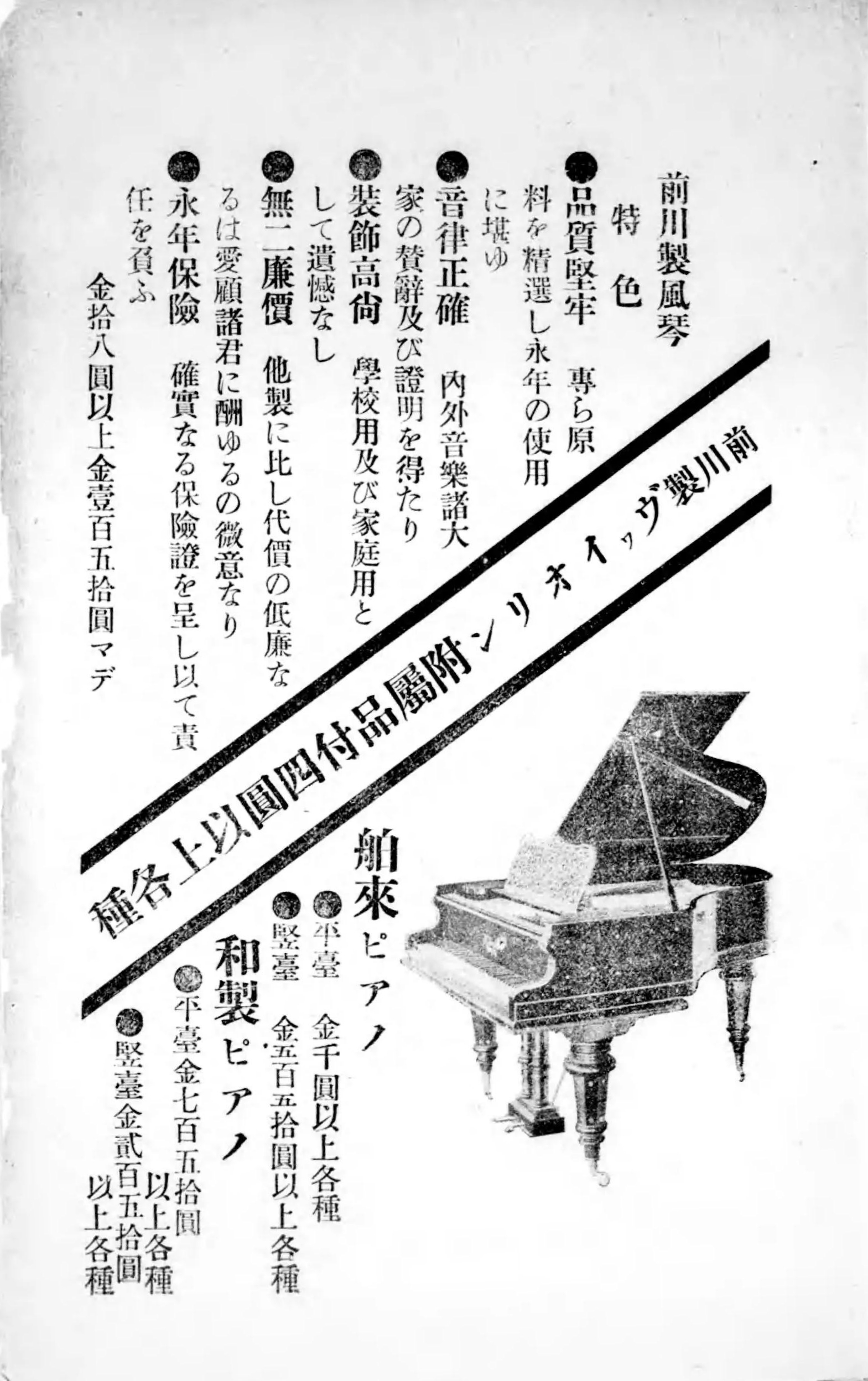
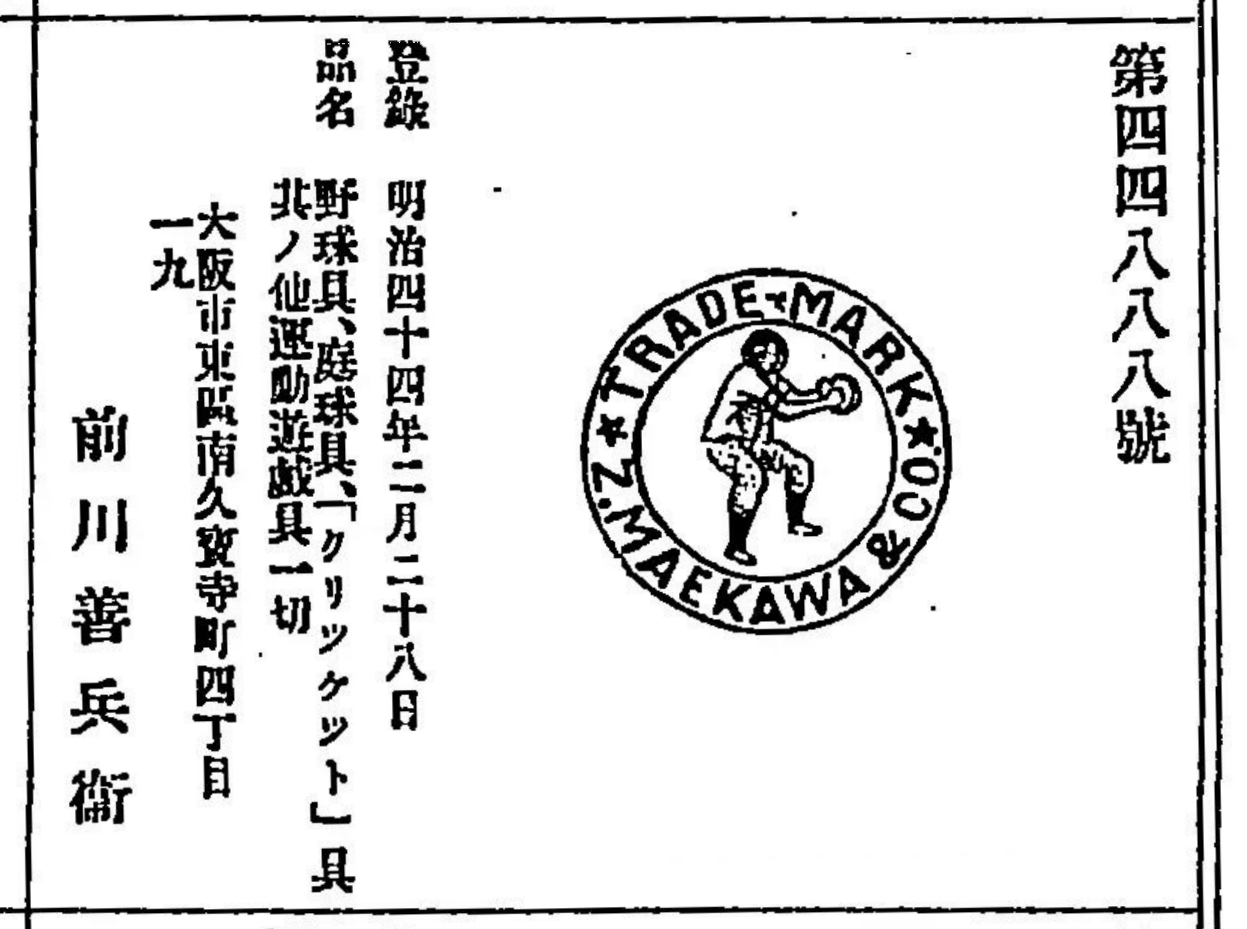
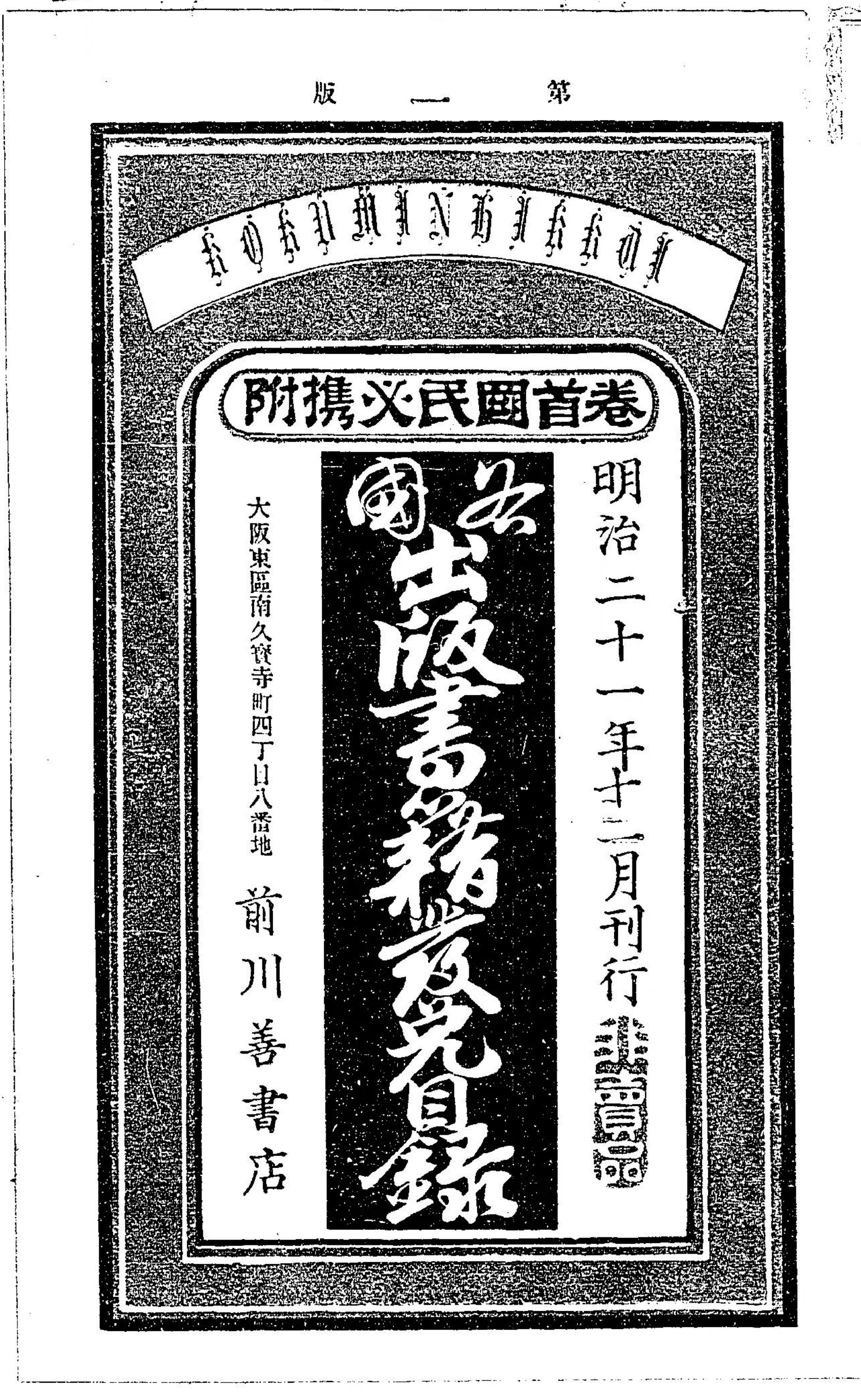
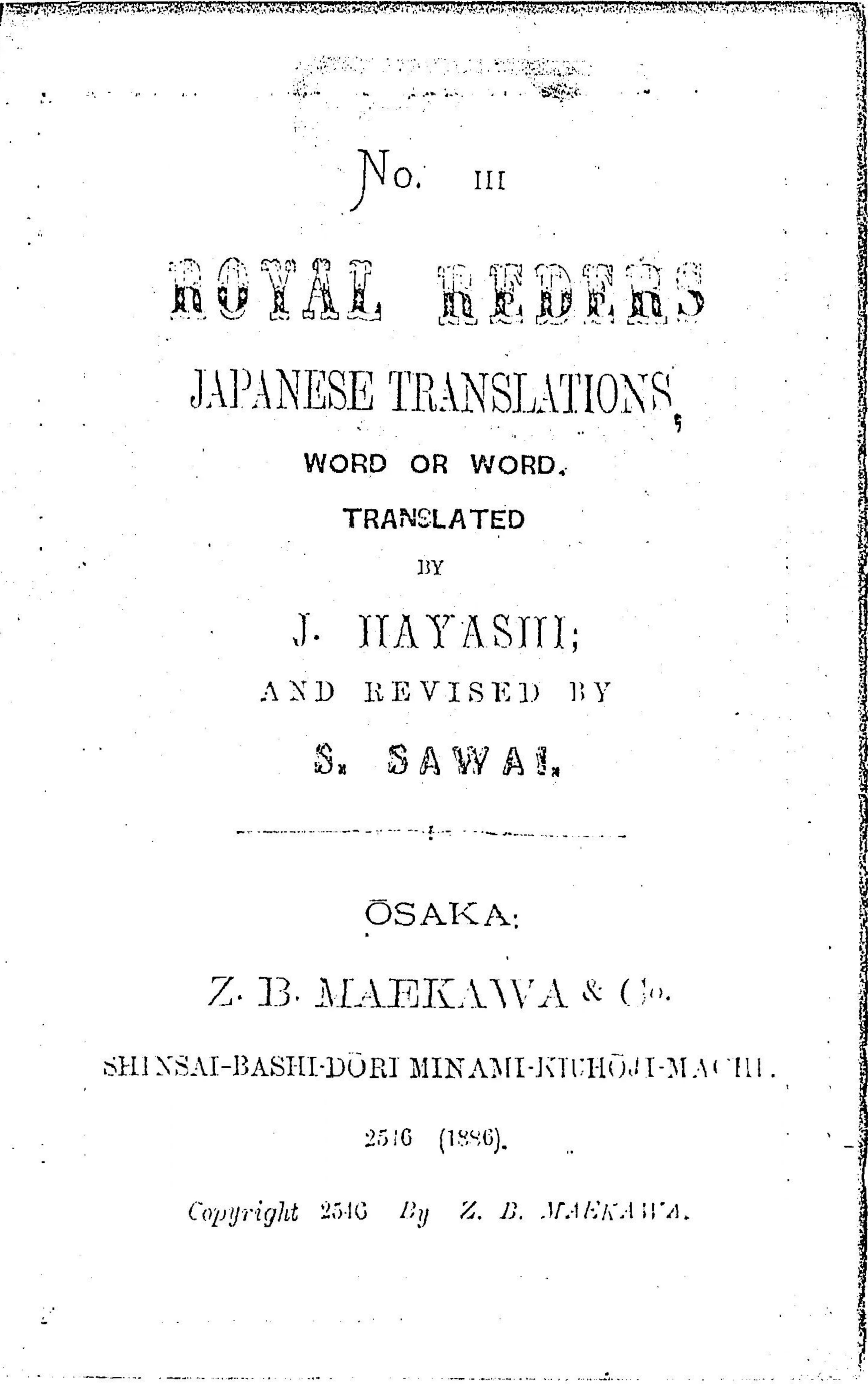